# Iyaz
Keidran Jones (Tórtola, Islas Vírgenes Británicas, 15 de abril de 1987) es un cantante británico de Islas Vírgenes, más conocido por su nombre artístico Iyaz. Su canción "Replay" alcanzó el número dos en el Billboard Hot 100 en el 2009. En diciembre de 2009, "Replay", llegó al número uno en la lista Pop Billboard. También alcanzó el número uno en el UK Singles Chart el 10 de enero de 2010.

## Biografía
Nació en una familia musical y creció en Tórtola, en las Islas Vírgenes Británicas. Iyaz estudió grabación digital en la universidad.
Sean Kingston encontró a Iyaz a través de su página de MySpace en 2008. Iyaz cuando vio por primera vez los mensajes de Kingston en su bandeja de entrada de MySpace, no creía que fuera realmente él y simplemente ignoró los mensajes. Tiempo después de haber recibido tres mensajes, Iyaz pensó que era mejor responder, y más tarde firmó un contrato de grabación con Beluga Heights, un sello discográfico de Warner Bros. Records.

## Carrera musical
Sean Kingston se encuentra a Iyaz a través de su página de MySpace en 2008 y más tarde firmó un contrato de grabación con el tiempo es oro / Beluga Heights. Kingston le presentó al productor JR Rotem. Lanzó "Replay" en 2009, que alcanzó el puesto n.º 2 en el Billboard Hot 100 y en el n.º 1 en muchos otros territorios, incluido el Reino Unido. Su segundo sencillo "Solo" fue lanzado en febrero de 2010, y tiene por lo la medida alcanzó el puesto n.º 32 en el Billboard Hot 100. También participó en "We Are The World 25 para Haití". Su álbum debut, Replay se debe a ser editado a finales del verano 2010 (EE. UU.), y también tiene una colaboración con Charice en la canción titulada Pyramid.
Él aparece en la película '21 Cocos '(Reino Unido 2010) EE. UU. (2010)
En una entrevista con HitQuarters, el productor y los Altos del Beluga cabeza JR Rotem describió perfeccionismo creativa Iyaz de:
"Mientras que otros pueden trabajar en varias canciones en un día, él podría sentarse allí y trabajar en una canción por día. El resultado final que se obtiene suele ser una joya absoluta, por lo sincero y genuino."
Hizo una canción con Hannah Montana (Miley Cyrus), llamada Gonna Get This o  This boy,that girl. También colaboró con If I Ruled The World de Big Time Rush.

## Discografía

### Álbumes de estudio
| 2010                               | Replay - Formatos: CD, descarga digital | 26 |
| "—" indica que no entró en listas. |                                         |    |

### Sencillos
| 2009                               | "Replay" | 2  | 1  | 3 | 5 | 7 | 7  | 3  | 2  | 2  | 2  | 1  | - NZ: Platino EE. UU.: 3x Platino | Replay |
| 2010                               | "Solo"   | 32 | 48 | 4 | 2 | — | 25 | 28 | 17 | 20 | 3  | 3  | - E.U.A.: Oro                     | Replay |
| 2010                               | "So Big" | —  | —  | — | — | — | —  | —  | —  | —  | 54 | 54 |                                   | Replay |
| "—" indica que no entró en listas. |          |    |    |   |   |   |    |    |    |    |    |    |                                   |        |

También ha hecho una canción con la artista (Demi Lovato)

## Otras apariciones
| 2010 | "We Are the World 25 for Haiti" (con Varios Artistas) | 2       | 7                                  | —                                  | Non-Album Song                     |                                    |                                    |                                    |                                    |                                    |                                    |                                    |                                    |                                    |                                    |                                    |                                    |                                    |                                    |                                    |                                    |
| 2010 | "Pyramid" (Charice con Iyaz)                          | 56      | 41                                 | 1                                  | Charice                            |                                    |                                    |                                    |                                    |                                    |                                    |                                    |                                    |                                    |                                    |                                    |                                    |                                    |                                    |                                    |                                    |
| 2010 | "La La La" (Auburn con Iyaz)                          | 51      | —                                  | —                                  | TBA                                |                                    |                                    |                                    |                                    |                                    |                                    |                                    |                                    |                                    |                                    |                                    |                                    |                                    |                                    |                                    |                                    |
| 2010 | "Slow Motion" (Lil Uno con Fingazz & Iyaz)            | —       | —                                  | —                                  | TBA                                |                                    |                                    |                                    |                                    |                                    |                                    |                                    |                                    |                                    |                                    |                                    |                                    |                                    |                                    |                                    |                                    |
| 2010 | "Break My Bank" (New Boyz con Iyaz)                   | 68      | —                                  | —                                  | Too Cool to Care                   |                                    |                                    |                                    |                                    |                                    |                                    |                                    |                                    |                                    |                                    |                                    |                                    |                                    |                                    |                                    |                                    |
| 2010 | "Gonna Get This" (Hannah Montana con Iyaz)            | —       | —                                  | —                                  | Hannah Montana Forever             |                                    |                                    |                                    |                                    |                                    |                                    |                                    |                                    |                                    |                                    |                                    |                                    |                                    |                                    |                                    |                                    |
| 2010 | "Blow Up" (Pill con Iyaz)                             | —       | —                                  | —                                  | The Medicine                       |                                    |                                    |                                    |                                    |                                    |                                    |                                    |                                    |                                    |                                    |                                    |                                    |                                    |                                    |                                    |                                    |
| 2011 | "You're My Only Shorty" (Demi Lovato con Iyaz)        | —       | —                                  | —                                  | Unbroken                           |                                    |                                    |                                    |                                    |                                    |                                    |                                    |                                    |                                    |                                    |                                    |                                    |                                    |                                    |                                    |                                    |
| 2011 | "If I Ruled The World" Big Time Rush                  | Elevate | "—" indica que no entró en listas. | "—" indica que no entró en listas. | "—" indica que no entró en listas. | "—" indica que no entró en listas. | "—" indica que no entró en listas. | "—" indica que no entró en listas. | "—" indica que no entró en listas. | "—" indica que no entró en listas. | "—" indica que no entró en listas. | "—" indica que no entró en listas. | "—" indica que no entró en listas. | "—" indica que no entró en listas. | "—" indica que no entró en listas. | "—" indica que no entró en listas. | "—" indica que no entró en listas. | "—" indica que no entró en listas. | "—" indica que no entró en listas. | "—" indica que no entró en listas. | "—" indica que no entró en listas. |